# Misery Business
Misery Business – pierwszy singel, z drugiego albumu zespołu Paramore – Riot!. Wydany został 18 czerwca 2007 roku.
Reżyserem klipu jest Shane Drake, który w przeszłości stworzył już dwa klipy dla młodych amerykanów.
Videoklip do tego utworu był nominowany w kategorii „Best Video” na Kerrang! Awards 2007. Utwór został wykorzystany w grze Guitar Hero World Tour.

## Lista Nagrań
U.S. CD Single
1. „Misery Business” – 3:18
2. „Stop This Song (Love Sick Melody)” – 3:23
3. „Crushcrushcrush"

Vinyl 1
1. „Misery Business” – 3:18
2. „My Hero” (electronic mix) – 3:39

Vinyl 2
1. „Misery Business” – 3:18
2. „Sunday Bloody Sunday” – 4:20

Australian CD Single
1. „Misery Business” – 3:18
2. „My Hero (electronic mix)” – 3:39
3. „Stop This Song (Love Sick Melody)” – 3:23

## Certyfikaty i sprzedaż
| Kraj                     | Certyfikat         | Sprzedaż   |
| ------------------------ | ------------------ | ---------- |
| Australia (ARIA)         | 3× platynowa płyta | 210 000+   |
| Nowa Zelandia (RMNZ)     | 2× platynowa płyta | 60 000+    |
| Stany Zjednoczone (RIAA) | 6× platynowa płyta | 6 000 000+ |
| Wielka Brytania (BPI)    | 2× platynowa płyta | 1 200 000+ |